# Любовь и страсть. Далида
«Любовь и страсть. Далида» (англ. Dalida) ― французская биографическая драма 2017 года о жизни певицы и актрисы Далиды. Сценаристом, режиссёром и сопродюсером фильма выступила Лиза Азуэлос.

## Сюжет
В 1967 году Далида отправляется в отель, где совершает попытку покончить с собой, однако остаётся в живых. Во время выздоровления к ней спешат бывший муж Люсьен Морисс, бывший любовник Жан Собески и брат Орландо (при рождении Бруно). Трое мужчин объясняют разные грани личности Далиды. Она выросла страстной любительницей музыки благодаря своему отцу-скрипачу, служившему в Каирской опере, но всегда чувствовала себя некрасивой из-за больших очков, которые носила. В Париже на девушку обратил внимание директор радиостанции Люсьен Морисс, который в конце концов влюбился в неё и бросил ради неё свою жену. Далида разочаровалась в Мориссе, когда тот отложил их свадьбу, чтобы сосредоточиться на построении её карьеры. Тем не менее она вышла за него замуж, но вскоре завела роман с художником Жаном Собески. В конце концов она ушла от Собески и вступила в связь с музыкантом Луиджи Тенко, но тот совершает самоубийство после нервного срыва и ухода со сцены. Далида находит его тело, и именно это, по мнению её друзей и близких, привело артистку к психическому расстройству и попытке суицида.
С помощью своего брата Далида приходит в себя и начинает записывать новую музыку. Отправляясь в Италию на выступление, она встречает 22-летнего студента, и у них завязывается любовный роман. Забеременев, Далида решает, что её возлюбленный слишком молод, чтобы быть ответственным родителем, а она не хочет растить ребёнка без отца. Поэтому делает аборт и разрывает отношения с любовником.
Брат Далиды Орландо начинает управлять её карьерой, что открывает для неё новый период успеха. Люсьен Морисс тем временем совершает самоубийство в их старой квартире.
Далида знакомится с медийной личностью Ричардом Шанфреем и у них завязываются отношения. Впервые в жизни Далида чувствует себя в безопасности, но в конце концов их отношения начинают рушиться. Ричард случайно стреляет в бойфренда её экономки, полагая, что он незваный гость, и Далида вынуждена расплатиться с семьей, чтобы уберечь его от тюрьмы. Когда Ричард начинает ревновать её к карьере, она записывает с ним альбом, несмотря на то, что он плохой певец. Далида считает, что беременна, но впоследствии узнаёт, что сделанный ею аборт уничтожил матку и шансов на зачатие у неё нет. На новогодней вечеринке, после того как Ричард публично насмехался над её расстройством пищевого поведения — булимией, он стал ей неприятен, и Далида наконец вышвыривает его из своей жизни. Через некоторое время он тоже накладывает на себя руки.
Её карьера идет лучше, чем когда-либо, Далида снимается в фильме «Шестая ночь», получившем большое признание, и возвращается в Египет, где её чествует народ. Тем не менее она впадает в глубокую депрессию, становится замкнутой, а её булимия выходит из-под контроля. В конце концов она совершает самоубийство, оставив записку, где объясняет суицид тем, что жизнь слишком трудна.

## В ролях
- Свева Альвити ― Далида
- Риккардо Скамарчо ― Орландо
- Жан-Поль Рув ― Люсьен
- Николя Дювошель ― Ричард
- Алессандро Борги ― Луиджи Тенко
- Валентина Карли ― Рози
- Бренно Пласидо ― Лусио
- Нильс Шнайдер ― Жан Собески
- Венсан Перес ― Эдди Барклай

## Съёмки
Основные съёмки проходили с 8 февраля по 22 апреля 2016 года во Франции, Италии и Марокко.

## Приём
В заявлении агентству Франс Пресс Катрин Морисс, дочь Люсьена Морисса, раскритиковала фильм за неточное изображение её отца, добавив, что с ней не консультировались во время производства фильма.